# Henotesia wardii
Henotesia wardii of Heteropsis wardii is een vlinder uit de onderfamilie Satyrinae van de familie Nymphalidae. De wetenschappelijke naam van de soort is voor het eerst geldig gepubliceerd in 1877 door Paul Mabille.